# 昭和KDE
昭和KDE株式会社（しょうわケーディーイー、英: Showa KDE Co., Ltd.）は、東京都港区に本社を置くガラス繊維、煉瓦などの工業材料を製造、販売する企業である。キョウデングループに属する。

## 沿革
- 1934年（昭和9年） - 森コンツェルンの1社として昭和鉱業株式会社設立。
- 1949年（昭和24年） - 東京証券取引所、大阪証券取引所上場。（大証は2003年（平成15年）上場廃止）
- 1993年（平成5年） - キョウデンより資本参加を受ける。
- 2004年（平成16年） - 富士機工電子を子会社化する。
- 2005年（平成17年） - 現社名の昭和KDE株式会社に変更。所属業種が鉱業から電気機器に変更となる。
- 2010年（平成22年） - キョウデンの完全子会社となる。
- 2010年（平成22年） - 子会社の富士機工電子株をキョウデンに譲渡。
- 2010年（平成22年） - 子会社の昭和環境システム株を譲渡。
- 2011年（平成23年） - 子会社の昭和ケミカル、フバサミクレー及び孫会社のフバサミ産業を吸収合併。
- 2012年（平成24年） - エトー商事（現エトーインダストリー）を子会社化する。
- 2015年（平成27年） - ジャンテック、ツルガスパンクリート（現ツルガ）を子会社化する。
- 2020年（令和2年） - ジャンテックを吸収合併。